# Vicente Ruiz Llamas
Vicente Ruiz Llamas  (Puerto Lumbreras, Murcia, España, 29 de julio de 1865 - 17 de mayo de 1891) fue un poeta y escritor español del siglo XIX.

## Biografía
Nació en Puerto Lumbreras, municipio español de la Región de Murcia, el 29 de julio de 1865. Fue el segundo de los hijos del matrimonio de Pedro Ruiz Sánchez, natural de la misma localidad, con la lorquina María de las Huertas Llamas López. Fueron los otros hijos María Teresa (1861), Ana (1870) y Virtudes (1881). Siguiendo la costumbre de la época el poeta fue bautizado el mismo día de su nacimiento, hecho que tuvo lugar en la iglesia de Nuestra Señora del Rosario de Puerto Lumbreras. 
Su instrucción académica se inició en la escuela que Francisco Carmona dirigía en Puerto Lumbreras. Posteriormente, comenzó estudios para conseguir el título de bachiller en el Instituto de Lorca, figurando en el cuadro de honor de Retórica y Poética de dicho centro. Por esos años conoció a  dos personas que marcaron el rumbo de su vida: el periodista y escritor Juan José Menduiña, que se convertiría en su mentor y gran amigo, y la joven Vicenta que tantas composiciones le inspiró.
La holgada posición económica de su familia le permitió gozar de una infancia y juventud exenta de preocupaciones materiales, además de proporcionarle los medios necesarios para viajar por diversas ciudades españolas en las que entabló contacto con otros jóvenes de su generación con similares inquietudes intelectuales, circunstancia que le favorecería para su posterior formación literaria.
Una vez finalizado el Bachillerato se trasladó a la capital de España para cursar la carrera de Leyes y ejercer como abogado. Obtuvo el título de Licenciado en Derecho por la Universidad Central de Madrid y regresó a su tierra. Fue nombrado tesorero del Ilustre Colegio de Abogados de Lorca, sin embargo la enfermedad que le aquejaba desde los diecisiete años (tuberculosis) cada vez se agravaba más, llegando a impedirle el ejercicio de la abogacía y de cualquier otra actividad.
Murió en plena juventud el 17 de mayo de 1891.

## Obra

### Lírica
- Poesías

### Narrativa
- El pájaro mudo  (relato)
- Cartas a un amigo  (relato)
- Nostalgias de mujer  (relato)

La  producción literaria de Vicente Ruiz Llamas es escasa. Al igual que ocurriera con otros poetas españoles como Jorge Manrique, Garcilaso de la Vega o Gustavo Adolfo Bécquer (a cuya escuela pertenece), le sobrevino la muerte en plena juventud cuando había alcanzado la madurez como escritor.  
Solamente se conocen unas 40 composiciones, en su mayoría sonetos y madrigales. También se conservan algunos romances, silvas y varias elegías (recogidos en el libro Poesías), más una veintena de poemas inacabados y tres relatos en prosa.
Su temática se inscribe en línea becqueriana del Romanticismo tardío y –al igual que el poeta sevillano- sus obras fueron recopiladas y editadas póstumamente por familiares y amigos.

## Reconocimientos

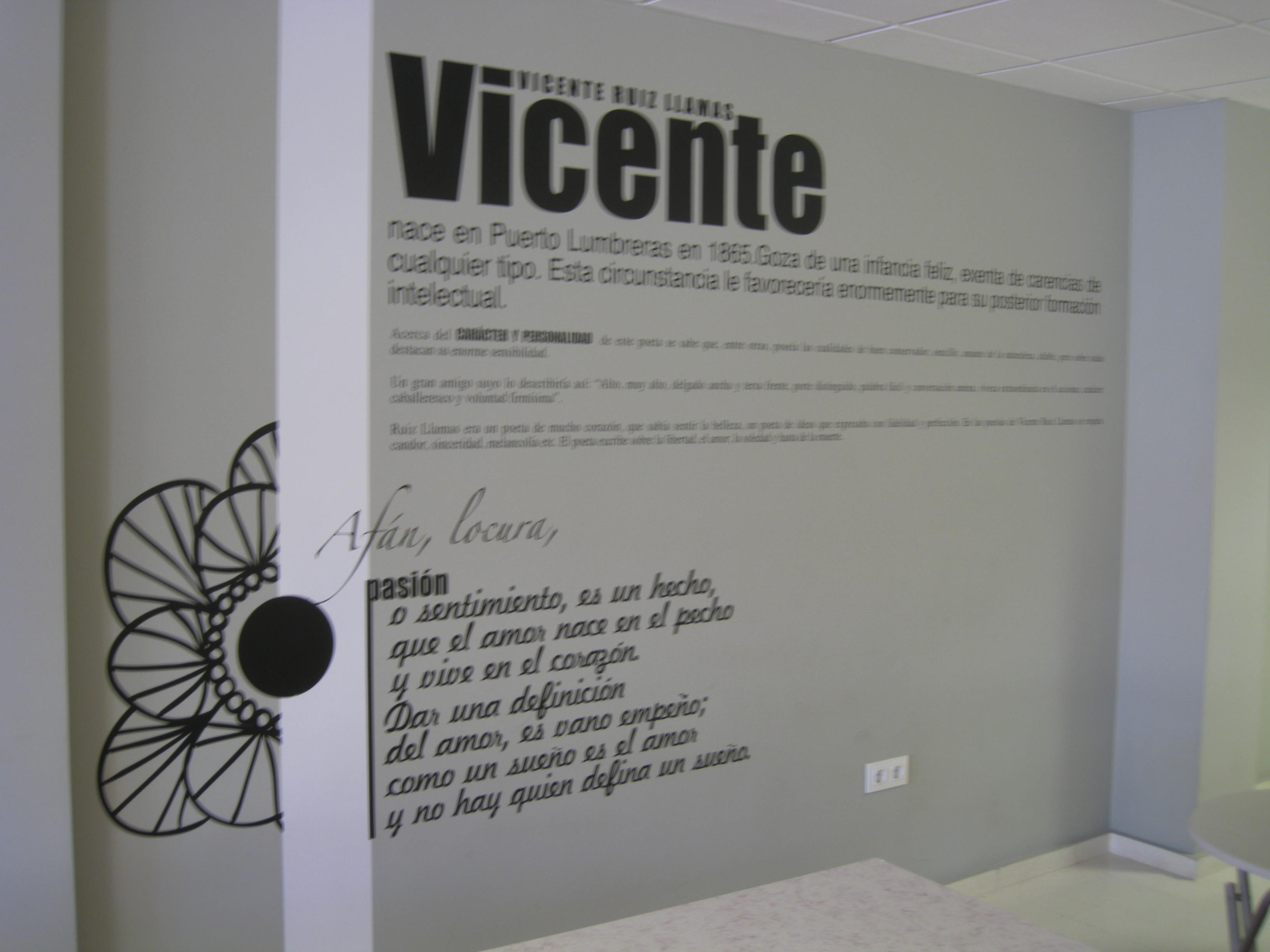
Centro Cultural Vicente Ruiz Llamas en Puerto Lumbreras (España)

- Calle con el nombre del poeta en la ciudad de Lorca (Murcia)

- Calle con el nombre del poeta en su ciudad natal

- Centro Cultural “Vicente Ruiz Llamas” en Puerto Lumbreras